# 鳩山町
鳩山町（はとやままち）は、埼玉県の中部に位置し、比企郡に属する町。
東京都区部のベッドタウンとして開発された「鳩山ニュータウン」があることで知られ、通勤・通学流動では埼玉県内の各市町村よりも東京都が飛び抜けて多く27.0%を占めている（平成22年国勢調査）。東京都以外へは坂戸市、東松山市、川越市の3市が大半を占めている。
高齢化率は45.9％（2020年）であり、県内で最も高齢化率が高い自治体である。

## 地理
町内の大部分は岩殿丘陵の中央部に位置する。傾向として、町内北部が標高が高く、南部の方が低い。森林、畑地、住宅地が占めるが、町域外縁部にいくつかのゴルフ場が存在する。
町の東部は、東武東上線の高坂駅（東松山市）へ比較的近く、鳩山ニュータウン、東京電機大学埼玉鳩山キャンパス、山村学園短期大学、宇宙航空研究開発機構地球観測センター、日立製作所中央研究所といった大規模な教育機関や研究機関の施設が集中している。一方で町の北部や西部は、道路環境や公共交通の便が悪いこともあって東京からの距離の割には都市化が進んでおらず、山村地帯の風景が残っている。
比企郡に属しているが、隣接している坂戸市や入間郡毛呂山町・越生町との結びつきも強く、警察は西入間警察署、消防は西入間広域消防組合消防本部が管轄している。

### 気候
鳩山町には気象観測所（アメダス）があり、関東地方の平野部としては記録的な気温が出やすく、2025年8月5日には国内観測史上2位、埼玉県内の観測史上最高気温となる41.4℃を観測した。観測所のある町中央部を取り囲むように丘陵地帯が広がっており、町中央部は小さな盆地のような地形になっていることから、盆地気候の特徴である夏の日中は暑くなりやすく、冬の早朝は冷え込む傾向が出やすいためである（1月の平均最低気温は-4.0℃と山形市よりも低く、年によっては氷点下10度近くを記録することがあり、冬の最低気温は秩父市とほとんど同じである）。隣接自治体と比べても気温差が激しいのが鳩山町の特徴と言える。また冬の鳩山町は最低気温が-5度前後まで冷え込む事が多い一方で最高気温が10度前後まで上昇する事も多いため朝と昼の気温差が15度前後となり1日の気温の変化が非常に大きい。
| 鳩山（1991年 - 2020年）の気候      | 鳩山（1991年 - 2020年）の気候 | 鳩山（1991年 - 2020年）の気候 | 鳩山（1991年 - 2020年）の気候 | 鳩山（1991年 - 2020年）の気候 | 鳩山（1991年 - 2020年）の気候 | 鳩山（1991年 - 2020年）の気候 | 鳩山（1991年 - 2020年）の気候 | 鳩山（1991年 - 2020年）の気候 | 鳩山（1991年 - 2020年）の気候 | 鳩山（1991年 - 2020年）の気候 | 鳩山（1991年 - 2020年）の気候 | 鳩山（1991年 - 2020年）の気候 | 鳩山（1991年 - 2020年）の気候 |
| 月                                 | 1月                           | 2月                           | 3月                           | 4月                           | 5月                           | 6月                           | 7月                           | 8月                           | 9月                           | 10月                          | 11月                          | 12月                          | 年                            |
| ---------------------------------- | ----------------------------- | ----------------------------- | ----------------------------- | ----------------------------- | ----------------------------- | ----------------------------- | ----------------------------- | ----------------------------- | ----------------------------- | ----------------------------- | ----------------------------- | ----------------------------- | ----------------------------- |
| 最高気温記録 °C （°F）             | 19.9 (67.8)                   | 24.9 (76.8)                   | 27.1 (80.8)                   | 32.3 (90.1)                   | 35.8 (96.4)                   | 39.9 (103.8)                  | 40.1 (104.2)                  | 41.4 (106.5)                  | 38.5 (101.3)                  | 32.6 (90.7)                   | 27.6 (81.7)                   | 25.7 (78.3)                   | 41.4 (106.5)                  |
| 平均最高気温 °C （°F）             | 9.7 (49.5)                    | 10.6 (51.1)                   | 14.0 (57.2)                   | 19.6 (67.3)                   | 24.2 (75.6)                   | 26.7 (80.1)                   | 30.6 (87.1)                   | 32.1 (89.8)                   | 27.6 (81.7)                   | 21.9 (71.4)                   | 16.6 (61.9)                   | 12.0 (53.6)                   | 20.5 (68.9)                   |
| 日平均気温 °C （°F）               | 2.6 (36.7)                    | 3.8 (38.8)                    | 7.5 (45.5)                    | 12.8 (55)                     | 17.8 (64)                     | 21.4 (70.5)                   | 25.2 (77.4)                   | 26.3 (79.3)                   | 22.3 (72.1)                   | 16.4 (61.5)                   | 10.2 (50.4)                   | 4.8 (40.6)                    | 14.3 (57.7)                   |
| 平均最低気温 °C （°F）             | −4.0 (24.8)                   | −2.8 (27)                     | 0.9 (33.6)                    | 6.2 (43.2)                    | 11.8 (53.2)                   | 16.9 (62.4)                   | 21.1 (70)                     | 22.1 (71.8)                   | 18.3 (64.9)                   | 11.8 (53.2)                   | 4.5 (40.1)                    | −1.5 (29.3)                   | 8.8 (47.8)                    |
| 最低気温記録 °C （°F）             | −10.7 (12.7)                  | −10.2 (13.6)                  | −9.0 (15.8)                   | −4.9 (23.2)                   | 0.9 (33.6)                    | 7.5 (45.5)                    | 12.4 (54.3)                   | 14.1 (57.4)                   | 6.8 (44.2)                    | 1.1 (34)                      | −4.6 (23.7)                   | −9.5 (14.9)                   | −10.7 (12.7)                  |
| 降水量 mm （inch）                 | 39.2 (1.543)                  | 35.2 (1.386)                  | 75.0 (2.953)                  | 96.4 (3.795)                  | 111.4 (4.386)                 | 167.8 (6.606)                 | 179.3 (7.059)                 | 187.0 (7.362)                 | 218.5 (8.602)                 | 183.1 (7.209)                 | 56.6 (2.228)                  | 36.1 (1.421)                  | 1,377.4 (54.228)              |
| 平均降水日数 （≥1.0 mm）           | 3.7                           | 4.2                           | 7.8                           | 8.5                           | 9.7                           | 13.0                          | 12.5                          | 10.3                          | 12.0                          | 9.8                           | 6.0                           | 4.0                           | 101.1                         |
| 平均月間日照時間                   | 197.8                         | 185.1                         | 184.4                         | 180.4                         | 179.6                         | 122.5                         | 139.1                         | 172.3                         | 128.5                         | 134.4                         | 157.6                         | 180.8                         | 1,958.8                       |
| 出典1：Japan Meteorological Agency |                               |                               |                               |                               |                               |                               |                               |                               |                               |                               |                               |                               |                               |
| 出典2：気象庁                      |                               |                               |                               |                               |                               |                               |                               |                               |                               |                               |                               |                               |                               |

### 河川
- 一級河川
  - 越辺川
  - 鳩川
- 準用河川
  - 大橋川 - 鳩川の支流。ときがわ町境辺りから県道とほぼ平行して東進し、大橋で南進して鳩川の東側を平行し、中央公民館の東で鳩川に合流する。
  - 石坂川 - 石坂を北から南に流れ、鳩川を経由せずに直接越辺川に合流する。
  - 石田川　
  - 泉井川
  - 内川 - 今宿交差点の下を東から西へ流れている。
  - 唐沢川
  - 黒石川

### 特徴
河川の周囲に水田が作られ、南、あるいは東に開ける谷戸が数多くある。だが町内面積に比して水田はさほど多くなく、他は畑地か山林であり、昭和中期までは養蚕業を営む農家が多くクワ畑が多かった。現在、クワ畑はほとんど見られない。
1980年代に町内の山林はいくつかのゴルフ場に開発され、町内面積として無視できない広さとなった。

### 地名
- 楓ヶ丘
- 鳩ヶ丘
- 松ヶ丘
- 大字赤沼
- 大字石坂
- 大字泉井（いずい）
- 大字今宿
- 大字大橋
- 大字奥田
- 大字熊井
- 大字小用（こよう）
- 大字須江
- 大字高野倉
- 大字竹本
- 大字大豆戸（まめど）

## 歴史
奈良時代に須恵器や瓦などの窯業の一大産地として栄えた。武蔵国国分寺の瓦を焼いた窯跡など多数の窯跡の遺跡が出土している。（南比企窯跡群）また、8世紀前半と推定される小用廃寺の遺跡などから、早くから渡来文化・仏教文化を持った人たちが住んでおり、関東の古代寺院建立を担っていた人たちがいたことがうかがわれる。町の南西数キロ離れた所には当時渡来人を集めてつくられた、かつての高麗郡(716年設置)があり、このことと関係があるか、研究が待たれる。
平安時代後期から中世にかけて荘園が発達すると、年代や領主は詳細不明だが町内の地域の大部分は東松山市南部の早又・正代・宮鼻・高坂・元宿・下青鳥・石橋・岩殿・毛塚・田木・神戸と併せ、亀井庄になっていたようである（「新編武蔵国風土記稿」）。さらに鎌倉時代に鎌倉街道上道が整備されると、軍事上の要衝・宿場町や、材木の中継地として賑わいを見せた。今宿という地名は越辺川対岸の苦林宿の新興地という意味からきている。
1352年、南北朝時代の観応の擾乱における武蔵野合戦では新田軍（南朝方）が鎌倉街道の笛吹峠（鳩山町嵐山町境）に布陣し、足利軍（北朝方）との戦いがあった。『太平記』には町内の地名として「旗山」が見える（鳩山中学校より県道を挟んだ西南側丘陵地）。
1693年（元禄6年）には赤沼を領していた旗本内藤正勝が大坂定番に任ぜられ、1万石加増されて大名となり赤沼藩が立藩する。後を子の内藤正友が継ぎ、1703年（元禄16年）に岩村田藩（信濃国）に転封になるまで存続した。江戸時代の町内の地域は数家の旗本領・江戸近郊の藩領になることが多く、その領地が入り組む状態となり（「旧高旧領取調帳」）、町内では須江が前橋藩領、赤沼が岩槻藩領となっていた。
1869年（明治2年）6月29日、上記藩領を除いて町内の地域は韮山県となった。その後1871年（明治4年）の廃藩置県により、町内の地域は旧藩領を含め入間県となる。さらに県の統廃合が進められた結果熊谷県→埼玉県に属することとなり、現在に至る。
- 1955年（昭和30年）4月15日 - 比企郡今宿村・亀井村が新設合併し鳩山村が発足。
- 1974年（昭和49年）- 鳩山ニュータウンの分譲が開始される。
- 1982年（昭和57年）4月1日  - 町制を施行し鳩山町となる。

## 人口
昭和30年代から昭和40年代にかけて人口は5,000人程度で推移した。1974年（昭和49年）の鳩山ニュータウンの入居開始により、人口が急増し、18,000人を超えるまでになった。その後、1995年（平成7年）をピークに減少に転じた。
| |                                        |  |
| 鳩山町と全国の年齢別人口分布（2005年） | 鳩山町の年齢・男女別人口分布（2005年） |  |
| ■紫色 ― 鳩山町 ■緑色 ― 日本全国 | ■青色 ― 男性 ■赤色 ― 女性              |  |
| 鳩山町（に相当する地域）の人口の推移 \| 1970年（昭和45年） \| 4,634人 \| \| \| 1975年（昭和50年） \| 5,779人 \| \| \| 1980年（昭和55年） \| 10,301人 \| \| \| 1985年（昭和60年） \| 13,931人 \| \| \| 1990年（平成2年） \| 16,812人 \| \| \| 1995年（平成7年） \| 17,973人 \| \| \| 2000年（平成12年） \| 17,008人 \| \| \| 2005年（平成17年） \| 15,985人 \| \| \| 2010年（平成22年） \| 15,304人 \| \| \| 2015年（平成27年） \| 14,338人 \| \| \| 2020年（令和2年） \| 13,560人 \| \| |                                        |  |
| 総務省統計局 国勢調査より |                                        |  |
| 1970年（昭和45年） | 4,634人                                |  |
| 1975年（昭和50年） | 5,779人                                |  |
| 1980年（昭和55年） | 10,301人                               |  |
| 1985年（昭和60年） | 13,931人                               |  |
| 1990年（平成2年） | 16,812人                               |  |
| 1995年（平成7年） | 17,973人                               |  |
| 2000年（平成12年） | 17,008人                               |  |
| 2005年（平成17年） | 15,985人                               |  |
| 2010年（平成22年） | 15,304人                               |  |
| 2015年（平成27年） | 14,338人                               |  |
| 2020年（令和2年） | 13,560人                               |  |

## 行政
- 町長：小川知也（2024年7月16日就任、1期）

### 広域行政
一部事務組合
- 西入間広域消防組合 - 毛呂山町、越生町とともに西入間広域消防組合の運営を行う。
- 毛呂山・越生・鳩山公共下水道組合 - 毛呂山町、越生町とともに下水道事業を行う。
- 坂戸地区衛生組合 - 坂戸市、鶴ヶ島市、毛呂山町、越生町とともにし尿処理を行う。
- 広域静苑組合 - 越生町、毛呂山町、鶴ヶ島市、坂戸市とともに越生斎場の運営を行う。
- 埼玉西部環境保全組合 - 鶴ヶ島市、毛呂山町、越生町とともにごみ処理を行う。

過去に設置されていた一部事務組合
- 埼玉中部資源循環組合 - 東松山市、桶川市、滑川町、嵐山町、小川町、吉見町、ときがわ町、東秩父村とともに2015年（平成27年）4月1日に設立され、同年12月1日に川島町が加入。可燃ごみ及び粗大ごみの新施設を建設する計画を立てていた。しかし、処理施設の付帯設備（温浴施設等）の建設及び建設後の管理費用負担について協議が纏まらなかったことなどもあり、計画が頓挫し、（令和2年）3月31日をもって解散した[6]。

## 議会

### 町議会・県議会
- 鳩山町議会　定数12[7]
- 埼玉県議会西第9区：毛呂山町・越生町・鳩山町（定数1、2015年3月施行）
  - 2015年3月より前の旧区割においては比企郡の滑川町・嵐山町・小川町・ときがわ町とともに旧西第15区（定数1）を構成していたが、一票の格差是正等の事情から、上述の入間郡域との結びつきを踏まえ鳩山町のみ比企郡の他の町から分離され、入間郡の毛呂山町・越生町による旧西第10区（定数1）と合区、現西第9区となった。

### 衆議院
- 選挙区：埼玉10区（東松山市、坂戸市、鶴ヶ島市、比企郡）
- 任期：2021年10月31日 - 2025年10月30日
- 投票日：2021年10月31日
- 当日有権者数：328,163人
- 投票率：58.19％

| 当落 | 候補者名   | 年齢 | 所属党派   | 新旧別 | 得票数   | 重複 |
| ---- | ---------- | ---- | ---------- | ------ | -------- | ---- |
| 当   | 山口晋     | 38   | 自由民主党 | 新     | 96,153票 | ○    |
| 比当 | 坂本祐之輔 | 66   | 立憲民主党 | 元     | 90,214票 | ○    |

## 経済

### 企業
- 日立製作所中央研究所（鳩山地区）
- 良品計画鳩山センター
- 国分コンクリート
- 田中工業

### 商業施設
- 西友鳩山ニュータウン店
- ベイシアマート鳩山店

### 金融機関
- 埼玉中央農業協同組合鳩山支店

## 地域

### 病院
- 麻見江ホスピタル
- 福島内科医院
- 鳩山第一クリニック

### 図書館
- 鳩山町立図書館

鳩山町に住居・通勤通学していれば、東松山市、坂戸市、比企郡嵐山町、滑川町、小川町、ときがわ町、川島町、吉見町、及び秩父郡東秩父村の市町村立図書館で相互利用が可能である。

### 公共施設

#### 町の施設
- 鳩山町役場東出張所
- 中央公民館
- 文化会館
- 公民館亀井分館
- 公民館石坂分館
- 町民体育館
- 多世代活動交流センター運動場・体育館
- 梅沢運動場
- 亀井運動場
- 中央庭球場
- 小用庭球場
- ふれあいセンター
- 今宿コミュニティセンター
- 梅沢集会所
- 総合福祉センター
- 鳩ヶ丘のびのびプラザ

#### その他の施設
- 気象庁気象衛星通信所
  - アメダス観測所
- 宇宙航空研究開発機構地球観測センター
- 鳩山聖地霊園

### 警察
- 西入間警察署（坂戸市）
  - 鳩山駐在所
  - 鳩山東駐在所

### 消防
- 西入間広域消防組合（毛呂山町）
  - 鳩山分署
- 西入間広域消防組合消防団
  - 鳩山消防団
    - 第二分団
    - 第三分団

### 電話番号
市外局番は町内全域が「049」。市内局番が「2XX」の地域との通話は市内通話料金で利用可能（川越MA）。収容局は鳩山局のみ。

### 郵政
郵便番号は町内全域が「350-03xx」（鳩山郵便局）である。
- 鳩山郵便局
- 鳩山鳩ヶ丘郵便局
- 東京電機大学内簡易郵便局

### 自動車登録
熊谷自動車検査登録事務所の管轄区域に属し、町内においては「熊谷」ナンバーが交付される。また、車庫証明は西入間警察署に申請を行う。
軽自動車については、当町を含む比企郡は車庫証明の申請を義務付けられていない。

## 教育

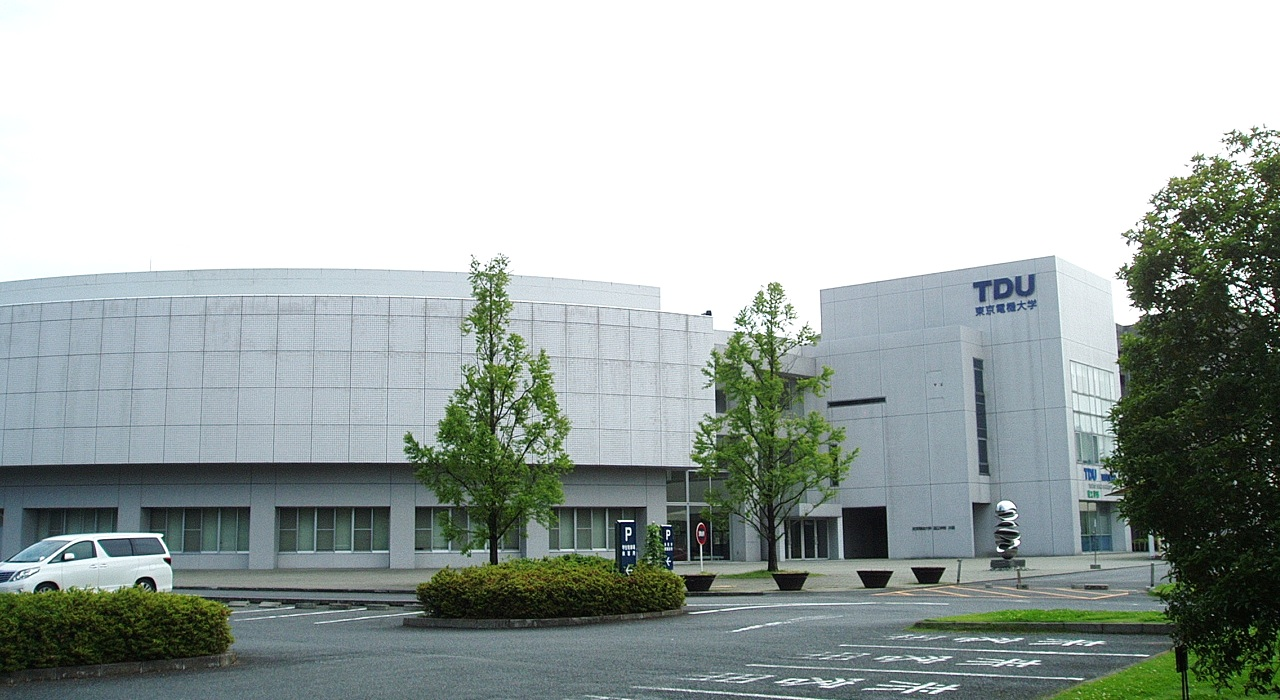
東京電機大学埼玉鳩山キャンパス

### 小学校
- 鳩山町立今宿小学校
- 鳩山町立亀井小学校
- 鳩山町立鳩山小学校

### 中学校
- 鳩山町立鳩山中学校

### 高等学校
- 埼玉県立鳩山高等学校

### 大学・短期大学
- 東京電機大学埼玉鳩山キャンパス
- 山村学園短期大学

## 交通

### 鉄道
町内を通る鉄道路線は存在しない。
町の東側を走る東武鉄道（東武）東上本線「坂戸駅」「高坂駅」、および西側を走る東武越生線・東日本旅客鉄道（JR東日本）八高線「越生駅」から路線バス4路線によって町内各地を結んでいる。

### バス
鳩山町を走る路線バスは、すべて東武グループ（朝日自動車グループ）の川越観光自動車が運行する。また、鳩山町がコミュニティバスとして鳩山町営路線バスを運行しており、「大橋」バス停で一般路線との乗り換えが可能である。
また過去には、コミュニティバスとして鳩山町内循環バスを運行していたが、2022年（令和4年）3月31日をもって運行終了し廃止されている。

### 道路
町内に高速道路および国道は通っていない。
高速道路でのアクセスは、関越自動車道・鶴ヶ島インターチェンジ（鶴ヶ島市）、または東松山インターチェンジ（東松山市）から隣接自治体を経由してのアクセスとなる。
主要地方道
- 埼玉県道41号東松山越生線

一般県道
- 埼玉県道171号ときがわ坂戸線
- 埼玉県道248号石坂高坂停車場線
- 埼玉県道343号岩殿岩井線

### タクシー
- タクシーの営業区域は県南西部交通圏で、川越市・所沢市・東松山市・飯能市・和光市などと同じエリアとなっている。
- 登録した町民が利用できる予約制デマンドタクシー（町内エリア便／埼玉医大便）が平日に運行される。運行は越生タクシーに委託。

## 名所・旧跡・観光スポット・祭事・催事

### 祭事
- 商工会主催おしゃもじ山つつじ祭（毎年４月末開催）
- 商工会主催納涼祭
- 今宿八坂神社祭り囃子（毎年8月第3週土曜日日曜日開催）
- 熊井毛呂神社屋台囃子
- 泉井神社ささら獅子舞
- 鳩山ニュータウン夏祭り（毎年8月第１週土曜日曜日開催）
- はとやま祭（毎年11/3文化の日開催）

### 特産品
- 鳩山友愛焼（おしゃもじ食品）- 登録商標
- 鳩豆うどん（美味の会）- 登録商標
- 鳩山焼酎呑舞（鳩山町大豆組合）
- 宇宙っこまんじゅう（おしゃもじ食品）

### 名所
- おしゃもじ山公園
- 宇宙航空研究開発機構・地球観測センター
- 気象庁・気象衛星通信所（気象衛星センター）
- トロッコ公園
- 特産品販売施設　鳩豆工房旬の花
- 石坂の森
- 農村公園

### ゴルフ場
- 鳩山カントリークラブ
- 石坂ゴルフ倶楽部
- 武蔵富士カントリー倶楽部

## 出身者
- 須江航（仙台育英高校野球部監督）
- 吉田秀行（音楽家、ボニージャックス）

## 備考
鳩山家との関係
1955年（昭和30年）、2村が合併し鳩山村が誕生した記念に、当時首相だった同じ名前の鳩山一郎に書を依頼しようということになり、村会議長が東京都まで鳩山の自宅を訪れ、鳩山家の家訓である「友愛」の書を書いてもらった。額縁に入れられ現在も役場内に掲げられている。
2009年（平成21年）7月23日には孫の鳩山由紀夫が選挙活動の合間を縫って鳩山町役場を訪問し、祖父が書いた「友愛」の書と対面している。